# باتیستا مرلینی
باتیستا مرلینی (انگلیسی: Bautista Merlini؛ زادهٔ ۴ ژوئیهٔ ۱۹۹۵) بازیکن فوتبال اهل آرژانتین است.
از باشگاه‌هایی که در آن بازی کرده‌است می‌توان به باشگاه ورزشی سن لورنسو آلماگرو اشاره کرد.